# 갈기세발가락나무늘보
갈기세발가락나무늘보(Maned Sloth) 혹은 아이(Ai)라고도 하는 이 동물은 세발가락나무늘보의 한 종류이다. 이 동물은 브라질 서부의 숲에 살며, 머리와 눈과 귀가 작고 작은 꼬리가 털 속에 감추어진 것이 특징이다. 몸길이는 50cm이며, 몸무게는 약 45kg이다. 갈기세발가락나무늘보의 털은 보통 나방, 진드기, 딱정벌레, 녹조류들이 산다. 바깥털들은 길고 거무스름한 색을 띤다. 그러나 안쪽털들은 희고 깔끔하다. 갈기세발가락나무늘보는 몇몇 종류의 나무, 특히 케크로피아속(─屬 Cecropia) 나무의 눈, 잎, 부드러운 작은 가지를 먹고 산다. 보통 땅 아래로 내려오는 일은 드물다. 왜냐하면 거의 팔다리를 움직이지 못해 기어가야 하기 때문이다.